# Bayerische Akademie der Wissenschaften

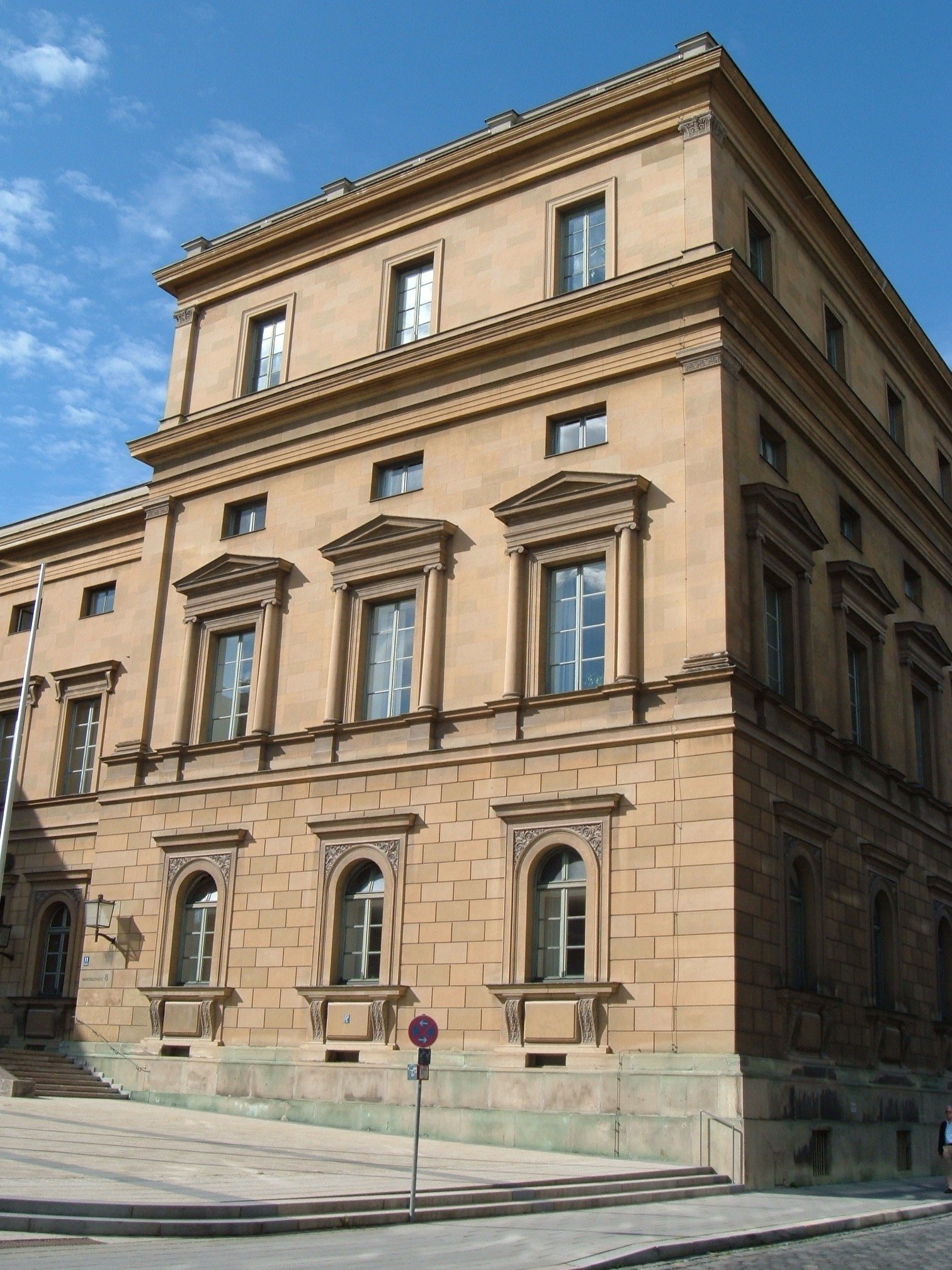
Bayerische Akademie der Wissenschaften.

Bayerische Akademie der Wissenschaften (BAdW) är en självständig institution, grundad 1759, som har sitt säte i München i Tyskland. 
Akademien kallar vetenskapsmän, vars forskning har bidragit kraftigt till en ökad kunskap inom deras ämne. Det generella målet för akademien är att främja interdisciplinära möten och kontakter genom samarbete mellan representanter för olika områden.